# 마시모 파브리치
마시모 파브리치(이탈리아어: Massimo Fabbrizi, 1977년 8월 27일~)는 이탈리아의 사격 선수로 주 종목은 트랩 사격이다. 2012년 하계 올림픽 남자 더블 트랩 종목에서 은메달을 획득했으며|세계 선수권 대회에서 남자 트랩 단체전 금메달을 2개 획득했다.